# صاروخ كروز نصر
صاروخ كروز نصر: هو صاروخ كروز مضاد للسفن إيراني محلي الصنع محمول جواً. من طراز منظومة كروز الذكية. يبلغ مدى هذا الصاروخ الذي تم إنتاجه على يد مؤسسة الصناعات الجو-فضاء التابعة لوزارة الدفاع الإيرانية أكثر من 35 كيلومتر. وأعلنت جمهورية إيران عن صاروخ نصر، قصير المدى عام 2013م. ان تجهيز القوات المسلحة للجيش الايراني وقوات الحرس الثوري بهذا الصاروخ يعزز من قدراتها التكتيكية والعملانية بصورة ملفتة للنظر. ونظراً لامتلاك صاروخ نصر جهاز رادار مجهز بمنظومة باحث متطور جداً، فإنها قادرة على إصابة الأهداف المطلوبة بدقة عالية جداً، حيث أن الطائرة المقاتلة وبعد إطلاق هذا الصاروخ تبتعد عن منطقة الخطر ليواصل الصاروخ طريقه لتدمير الهدف بدقة عالية. يُذكَر أن جمهورية إيران تمتلك بالفعل واحدة من أكبر ترسانات الصواريخ الباليستية في منطقة الشرق الأوسط، إن لم تكن هي الأكبر بالفعل. وتمكنت إيران أيضاً من تطوير قدرتها على إطلاق الأقمار الصناعية المدنية منها والعسكرية كالقمر الصناعي العسكري الإيراني نور 1 و2. ويتراوح نظام جمهورية إيران الصاروخي بين أنواع متفاوتة المدى تتراوح ما بين 45 كيلومتراً إلى 10 آلاف كيلومتر. كما ويضم صواريخ باليستية، ومجنحة بعيدة المدى، إضافةً إلى صواريخ خارقة للدروع يمكن إستخدامها ضد أهداف بحرية. وبهذا تقع القارة الأوروبية وسواحل ألاسكا وأجزاء من آسيا في مرمى الصواريخ الإيرانية.

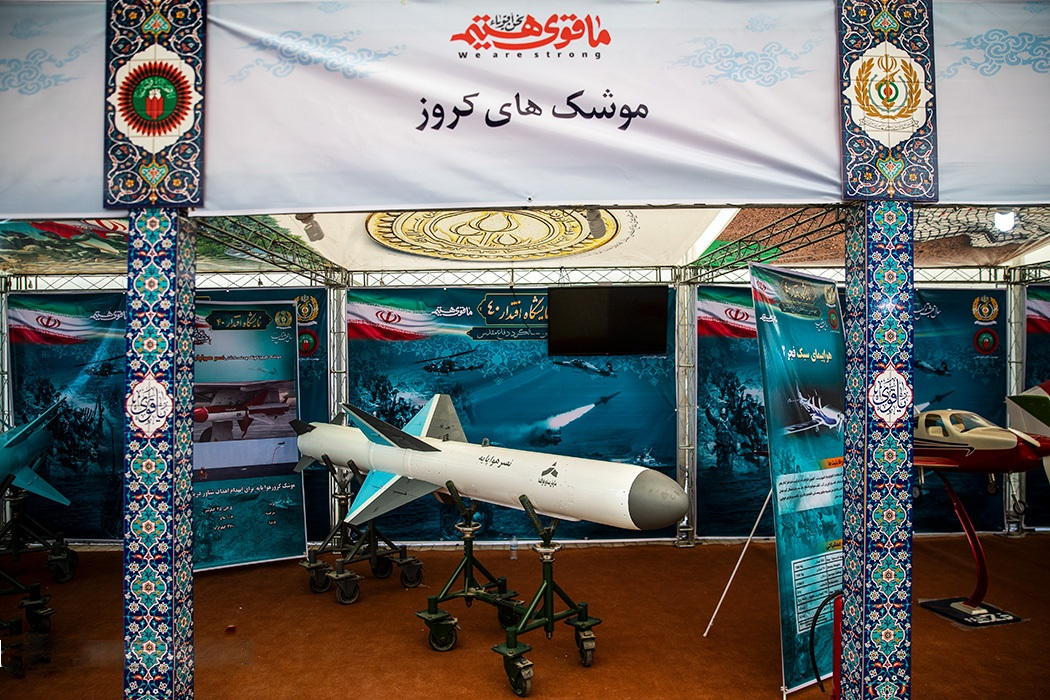
صاروخ كروز نصر. شُوهِدَ في معرض الدفاع المقدس في العاصمة الإيرانية طهران عام 2020م

## نبذة مختصرة للقدرات الدفاعية لجمهورية إيران
أصبحت قدرات جمهورية إيران في مجال الدفاع الجوي هي الأفضل في المنطقة، وواحدة من أفضل شبكات الدفاع الجوي في العالم، حسبما يقول تقرير لمجلة ( فوربس الأمريكية) وبدأت جمهورية إيران تعزيز قدراتها الدفاعية بصورة كبيرة خلال العقدين الماضيين بحسب هذا التقرير. ويمثل الدفاع الجوي مكوناً مهماً في الإستراتيجية العسكرية الإيرانية في مواجهتها ضد الولايات المتحدة الأمريكية، التي تمتلك قدرات تمكنها من فرض الهيمنة الجوية على أجواء المعركة، حسبما يقول تقرير (المعهد الدولي للدراسات الاستراتيجية البريطاني). وتستخدم جمهورية إيران أنواع أخرى مختلفة من الصواريخ المحمولة على مركبات أو المحمولة على الكتف والمدفعية المضادة للطائرات، بدعم من وسائل الاستطلاع المتنوعة، وهو ما يجعلها تمتلك شبكة دفاع جوي متداخلة ومتعددة الطبقات يمثل اختراقها تحدياً كبيراً لأحدث الطائرات الأمريكية.

## الإعلان الرسمي
في عام 2013م، أعلنت جمهورية إيران ولأول مرة في البلاد عن صواريخ كروز من طراز (نصر وقادر) المحمولة جواً. حيث يبلغ مدى صواريخ كروز نصر المحولة جواً أكثر من 35 كيلومتر، ويعزز هذان الصاروخان من قوة العمليات للمقاتلات الحربية الإيرانية بصورة ملحوظة. ان هذه الصورايخ في الوقت الحاضر يمكن نصبها على مقاتلات اف-4 التابعة للقوات الجوية الإيرانية. وتم تصميم وإنتاج هذه الإنجازات الجديدة في مؤسسة الجوفضاء ومنظمة الصناعات الجوية لوزارة الدفاع الإيرانية.

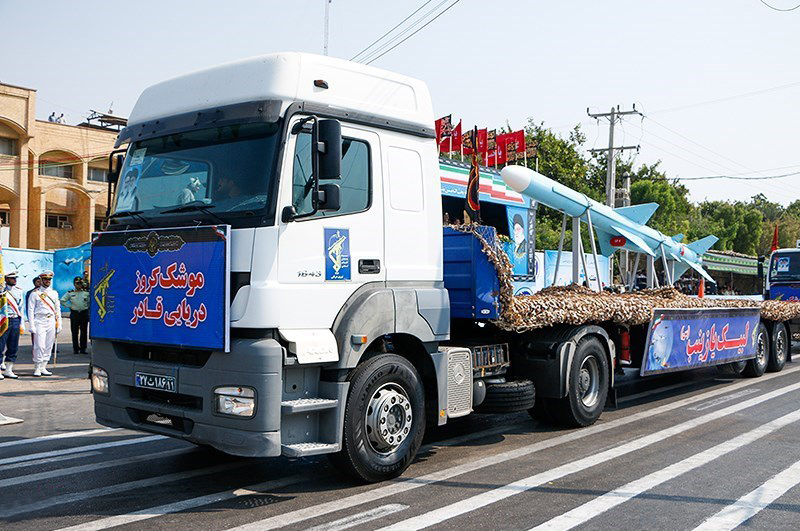
صاروخ قادر البحري، في موكب الدفاع المقدس لعام 2019م في بندر عباس جنوب إيران. وهو الصاروخ الذي تم الإعلان عنه عام 2013م جنباً إلى جنب مع صاروخ نصر الجوي

## مواصفات الصاروخ
يتميز صاروخ نصر بقابلية التجهيز السريع والتحليق المنخفض ودقة التصويب، كما يتمتع بقوة تدميرية عالية، فضلاً عن مقاومة هذه المنظومة للتشويشات الرادارية. كما ويتميز أيضاً بسرعة الإعداد وأبداء رد الفعل السريع للهجوم على الهدف المطلوب لاسيما الأهداف الساحلية، وإمكانية إصابة الهدف بمقطع عرضي راداري، والدقة العالية والقوة التدميرية الفائقة، بالإضافة إلى إمتلاك رادار متطور مع إمكانية مواجهة الحرب الإلكترونية والتشويش على وسائل الإتصالات السلكية للعدو.

## مرحلة الإنتاج المكثف
في 25 أغسطس/ آب 2015م، وبحسب الخطط الموضوعة من قِبَل وزارة الدفاع الإيرانية. تم افتتاح خط الإنتاج المكثف لصاروخ (كروز نصر) المحمول جواً. وذلك في منظمة الصناعات الجوفضائية التابعة لوزارة الدفاع وإسناد القوات المسلحة في الجمهورية الإسلامية الإيرانية، وبرعاية وزير الدفاع العميد حسين دهقان الذي أكد أن وزارة الدفاع وضعت في ستراتيجيتها تطوير القدرات الصاروخية في إطار دعم القدرات القتالية للقوات المسلحة الإيرانية، ورفع قوة الردع الحيوي.

## تسليم الصاروخ
في عام 2016م، سلمت وزارة الدفاع الإيرانية أول مجموعة من صواريخ (كروز نصر) المضادة للسفن إلى سلاح الجو للجيش، وذلك بمناسبة (عشرة الفجر)، ذكرى إنتصار الثورة الإسلامية في جمهورية إيران. وعُقِدَت مراسم تسليم هذه الصواريخ بمشاركة وزير الدفاع العميد حسين دهقان وقائد القوات الجوية للجيش الإيراني العميد طيار حسن شاه صفي.

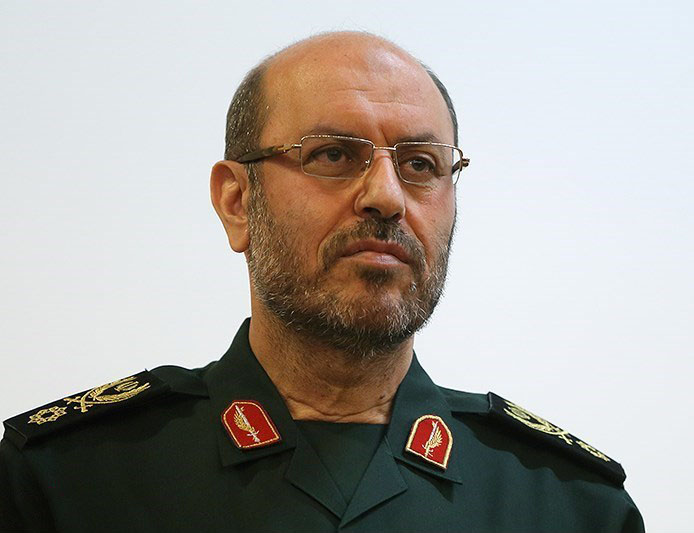
وزير الدفاع وإسناد القوات المسلحة الإيرانية العميد حسين دهقان

## منصات الإطلاق
يمكن إطلاق صواريخ كروز نصر بمختلف نماذجها المتعددة من الطائرات ومنصات الإطلاق الأرضية ومن السفن والغواصات، ولقد تم تطوير مجموعة متنوعة منها لمهاجمة الرادارات والسفن والأهداف الأرضية.

## ردود أفعال
إيران
وزير الدفاع الإيراني:
أكد العميد حسين دهقان، وزير الدفاع الإيراني، بمناسبة افتتاح خط الإنتاج المكثف لصاروخ كروز نصر عام 2015م بمنظمة الصناعات الجوفضائية التابعة لوزارة الدفاع وإسناد القوات المسلحة في جمهورية إيران. إلى خطة وزارة الدفاع باستخدام هذا السلاح في الطائرات من دون طيار، معرباً عن أمله بتفعيل هذا المشروع قريباً في ظل جهود الخبراء الأكفاء في منظمة الصناعات الجوفضائية التابعة لوزارة الدفاع الإيرانية. وتابع الوزير دهقان قائلاً "ان تدشين هذا الصاروخ بإمكانه أن يزيد من القوة القتالية لدى سلاح الجو في الجيش وقوات الحرس الثوري بصورة ملحوظة للغاية". وشدد وزير الدفاع وإسناد القوات المسلحة الإيرانية على أن هذا الصاروخ الذي يمكن نصبه على طائرات مقاتلة نظراً لنظام الرادار الذي يتسم بالدقة في إصابة هدفه بمنتهى الدقة وتدميره، فإن الطائرات التي تحمله بإمكانها الإبتعاد عن المكان بسرعة مذهلة.

## معرض الصور

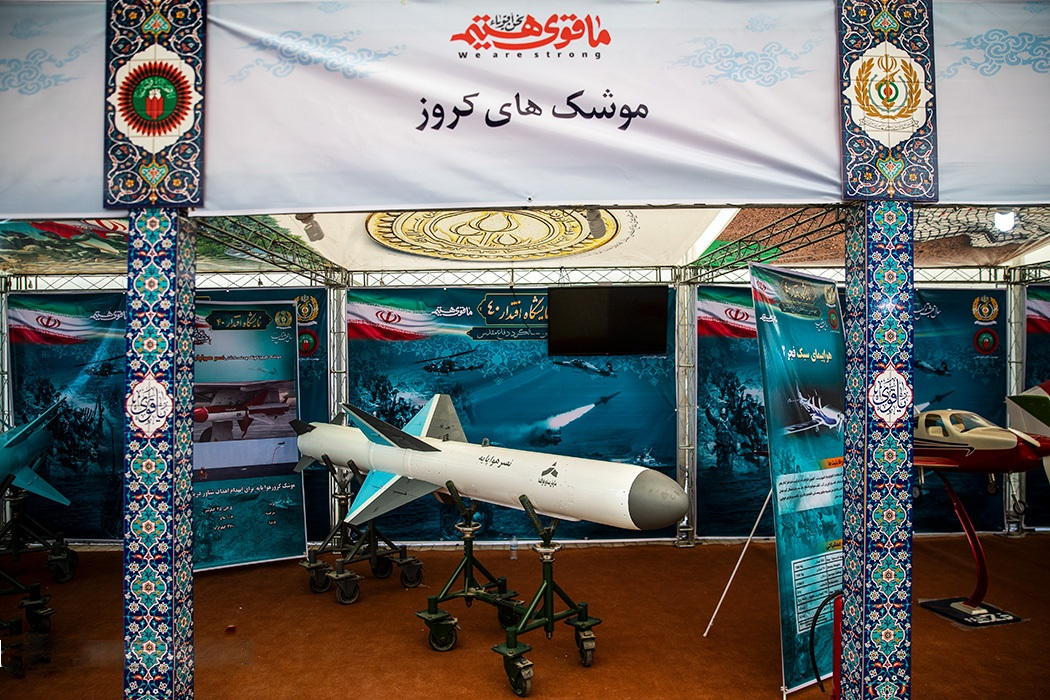
صاروخ كروز نصر. شُوهِدَ في معرض الدفاع المقدس في العاصمة الإيرانية طهران عام 2020م

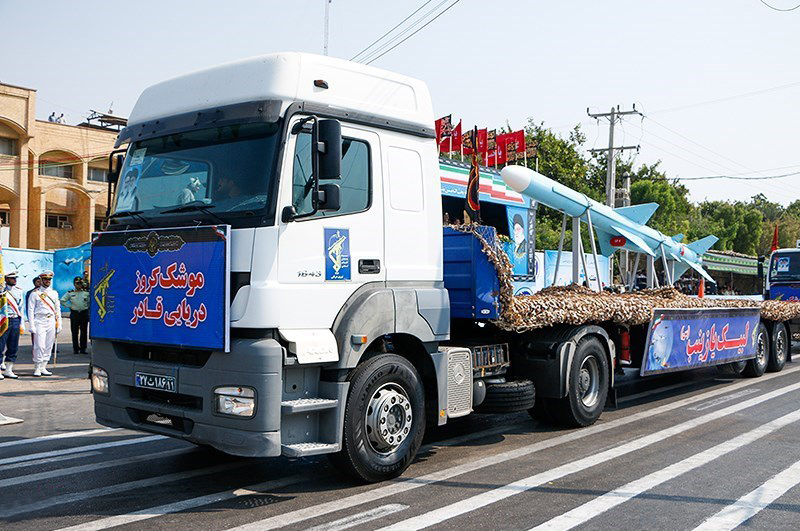
صاروخ قادر البحري، في موكب الدفاع المقدس لعام 2019م في بندر عباس جنوب إيران. وهو الصاروخ الذي تم الإعلان عنه عام 2013م جنباً إلى جنب مع صاروخ نصر الجوي

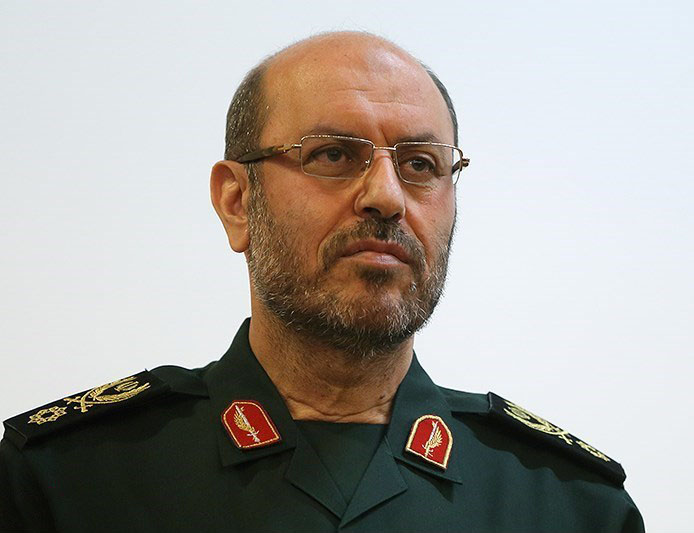
وزير الدفاع وإسناد القوات المسلحة الإيرانية العميد حسين دهقان